# Décès en 1227
Décès
- 1223
- 1224
- 1225
- 1226
- 1227
- 1228
- 1229
- 1230
- 1231

Gengis Khan, mort en 1227.

Cette page dresse une liste de personnalités mortes au cours de l'année 1227 :
- 28 janvier : Henri Borwin Ier de Mecklembourg, prince de Mecklembourg.
- février : Djötchi, fils aîné de Gengis Khan (mort lui aussi en 1227), et le frère aîné de Djaghataï, Ögödei et Tolui.
- 18 février : Stefano di Ceccano, Cardinal-diacre de S. Angelo in Pescheria, Cardinal-prêtre de Ss. XII Apostoli, camerlingue.
- 18 mars : Honorius III, pape.
- 21 avril : Renaud de Dammartin, comte de Boulogne, comte de Dammartin, comte d'Aumale et comte de Mortain.
- 28 avril : Henri IV du Palatinat, comte palatin du Rhin.
- 30 juin : Guala Bicchieri, Cardinal-diacre de S. Maria in Portico Octaviae, Cardinal-prêtre de Ss. Silvestro e Martino ai Monti, évêque de Verceil.
- 23 juillet : Qiu Chuji, moine taoïste de la province du Shandong, disciple du fondateur du courant Quanzhen Dao, Wang Chongyang.
- août : Gengis Khan, Khan, Grand Khan, empereur de la Chine (chef suprême Fatian Qiyun Shengwu).
- 1er août : Shimazu Tadahisa, fondateur du clan Shimazu.
- 28 août : Xia Modi, empereur de la Dynastie des Xia occidentaux.
- 11 septembre : 
  - Louis IV de Thuringe, landgrave de Thuringe.
  - Olivier de Paderborn, cardinal-évêque de Sabina, évêque de Paderborn.
- 25 septembre : Niccolò de Chiaramonte, ou Nicolaus Claramonte, Cardinal-évêque de Frascati, légat en Allemagne auprès de l'empereur Frédéric II.
- 30 septembre : Conrad d'Urach, moine cistercien de Villers, successivement abbé de Villers, Clairvaux et Cîteaux.
- 13 octobre : Minamoto no Michitomo, politique et poète japonais waka.
- 11 novembre[1] : Al-Moazzam, sultan ayyubide de Damas.
- 23 novembre : Lech le Blanc, duc de Pologne, assassiné.

- Abu Muhammad al-Adil, calife almohade en Espagne.
- Démétrios de Montferrat, ou Démètre de Montferrat, roi de Thessalonique.
- Gregorio Theodoli, cardinal-prêtre de S. Anastasia.
- Guérin, chevalier régulier, garde des sceaux, évêque de Senlis, il participe à la stratégie de la victoire dans la bataille de Bouvines, puis il est nommé chancelier de France.
- Lambert d'Ardres, chroniqueur français, curé de la bourgade d'Ardres, non loin de Calais, il est l'auteur d'une chronique chevaleresque.
- Malik al-Mu'azzam Musa, ayyoubide, émir de Damas, fils d’Al-Adel, sultan d’Égypte et de Damas.
- Philippe d'Ibelin, comte de Jaffa et d'Ascalon, bailli de Jérusalem.

date incertaine (vers 1227)
- Liébaut III de Bauffremont, noble et croisé français.

## Crédit d'auteurs
- Cet article est partiellement ou en totalité issu de l'article intitulé « 1227 » (voir la liste des auteurs).